# Sakishima-eilanden

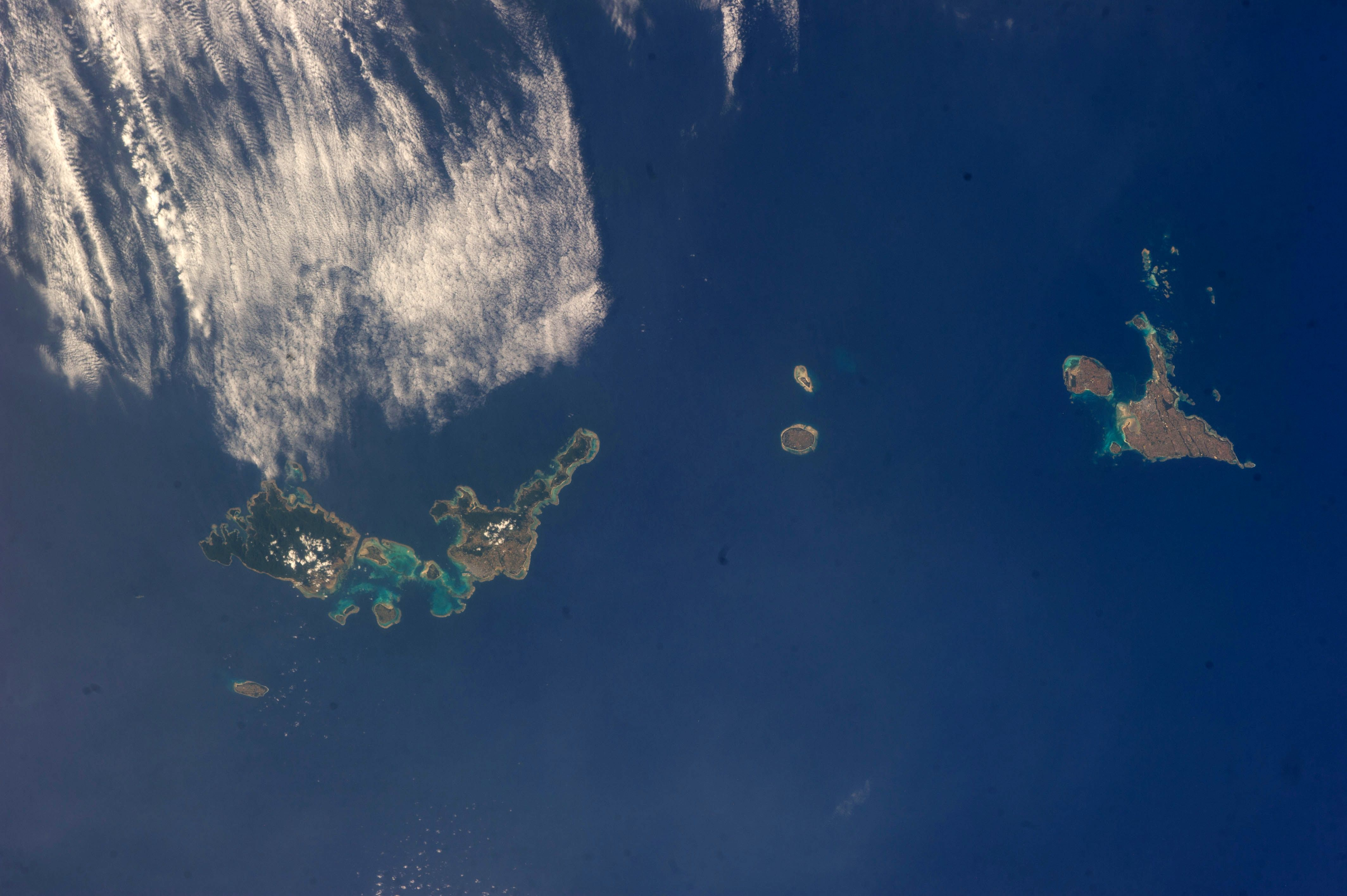
Satellietbeeld van de Sakishima-eilanden

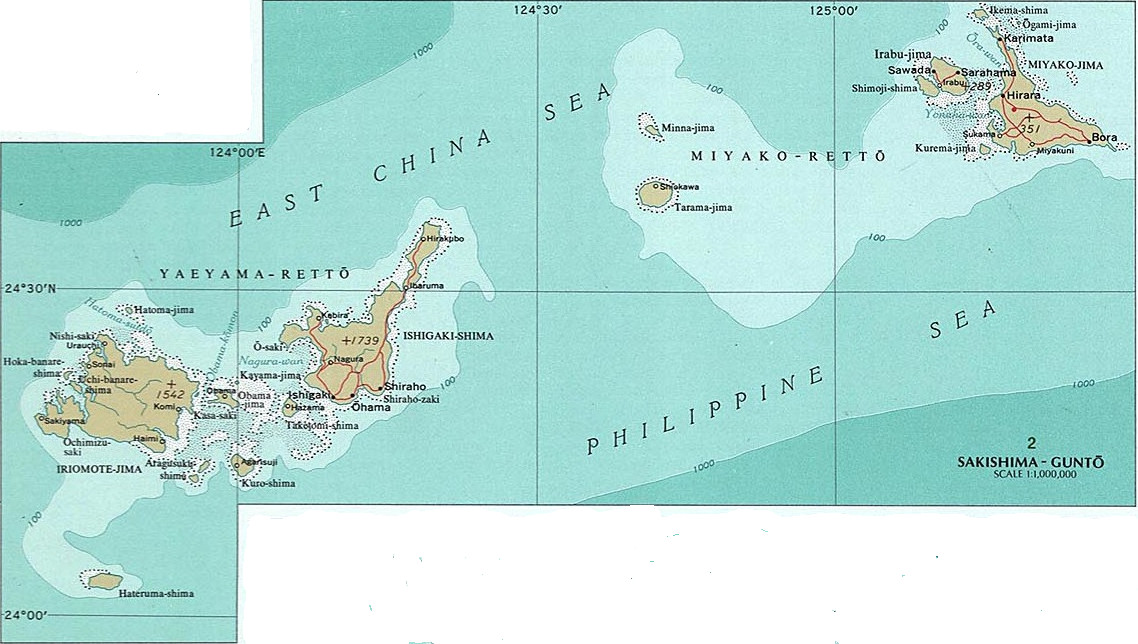
Kaart van de Sakishima-eilanden, evenwel enkel de Yaeyama-eilanden en de Miyako-eilanden

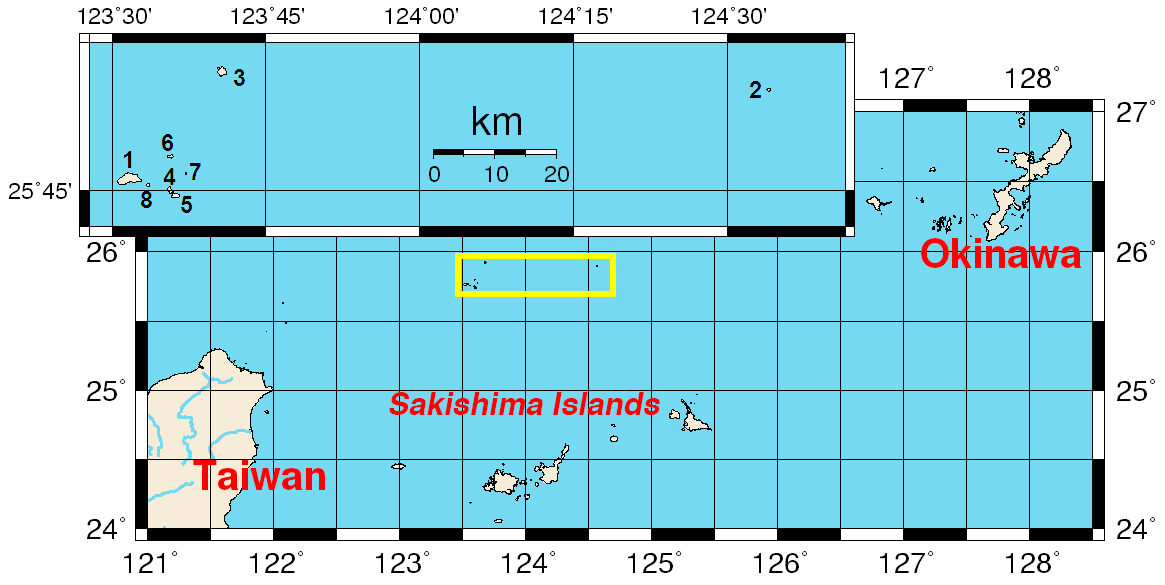
Ligging van de Senkaku-eilanden (in gele rechthoek), ten noorden van de andere Sakishima-eilanden

De Sakishima-eilanden (Japans: 先島諸島, Sakishima-shotō of ook 先島群島, Sakishima-guntō) is een Japanse eilandengroep die behoort tot de prefectuur Okinawa.  De eilanden worden tot het zuidelijke deel van de Riukiu-eilanden gerekend en zijn daarmee de meest zuidelijke, en de meest westelijke van de gehele Japanse archipel. 

## Eilanden
De eilanden van de archipel worden opgesplitst in 3 groepen:
- Miyako-eilanden: 
  - Miyakojima
  - Ikemashima
  - Ogamishima
  - Irabujima
  - Shimojishima
  - Kuremajima
  - Minnajima
  - Taramajima
- Yaeyama-eilanden:
  - Iriomote
  - Ishigakishima
  - Taketomishima
  - Kohama
  - Kuroshima
  - Aragusukushima
  - Hatomajima
  - Yubujima
  - Haterumashima
  - Yonaguni
- Senkaku-eilanden:
  - Uotsurijima
  - Kuba Jima
  - Taisho Jima
  - Kita Kojima
  - Minami Kojima

## Geschiedenis
Historisch gezien behoorden de Miyako-eilanden en de Yaeyama-eilanden vanaf 1500 tot het koninkrijk Riukiu. In 1609 werden de Riukiu-eilanden veroverd door de Shimazu-clan van de han Satsuma, het begin van een eeuwenlange onderdrukking waar zware sommen hoofdgeld opgeëist werden bij de bewoners van de Sakishima-eilanden. Daarbij werd een verdeel-en-heers-strategie toegepast die er onder meer in bestond dat de capitatie van de bewoners van de Yaeyama-eilanden hoger was dan deze van de Miyako-eilanden, omdat de rebel die in 1500 het meest weerstand bood tegen de Riukiu-overname, Oyake Akahachi, van de Yaeyama-eilanden afkomstig was. Om de eilanden tegen mekaar op te zetten werd ook interne migratie van bewoners tussen de eilandgroepen verhinderd. 
Op 24 april 1771 volgde de grote Yaeyama tsunami, waarbij zo'n twaalfduizend bewoners omkwamen, de helft van de populatie van de archipel. Door de sterk toegenomen verzilting na de tsunami, kwamen ook nog veelvuldige hongersnoden voor op de eilanden in de daarop volgende decennia waardoor de bevolking verder afnam, tot in de vroege Meijiperiode.
Na de Meiji-restauratie werden de eilanden in 1872 onder het Japans Keizerrijk het Riukiu domein, en in 1879, na strubbelingen tussen de Riukiu overheid en Tokio, werd het domein opgeheven, de koning uit functie geplaatst en de archipel bestuurd als prefectuur Okinawa. Na de Eerste Chinees-Japanse Oorlog zag China met het Verdrag van Shimonoseki ook volledig af van enige claim op de eilanden. Japan was traag in de modernisatie van de Sakishima-eilanden, in tegenstelling tot de situatie op Okinawa zelf. Zo werd het hoofdgeld zelfs maar in 1903 afgeschaft.

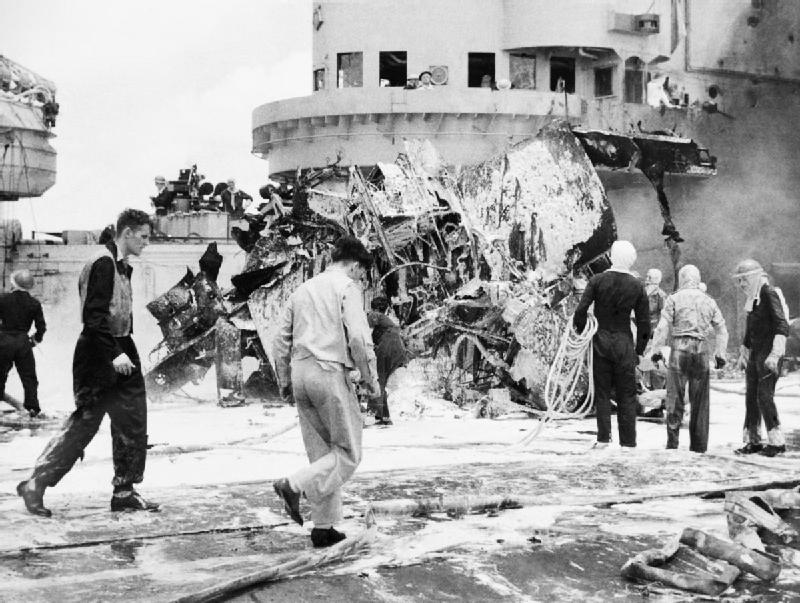
De restanten van een vliegtuig van de Kamikaze opgestegen vanop de Sakishima-eilanden na een crash in mei 1945 op het Brits vliegdekschip HMS Formidable

Tijdens de Tweede Wereldoorlog en omwille van zelfmoordvluchten vanop Japanse vliegbasissen op de Sakishima-eilanden door Kamikaze kregen de eilanden het fel te verduren van bombardementen vanop zowel de United States Navy als de British Pacific Fleet. Het Japans Keizerlijk Leger en de Japanse Keizerlijke Marine hielden evenwel stand, zelfs nog tot zevenentwintig dagen na de overgave van Japan. In de nasleep van de oorlog overleden uiteindelijk meer eilandbewoners aan de gevolgen van malaria dan aan de oorlog zelf. Het waren de bezettende Amerikaanse strijdkrachten in Japan die de malaria in 1961 op de archipel uitgeroeid kregen, sindsdien is het eiland malariavrij. De eilandengroep bleef na het Verdrag van San Francisco, samen met de rest van de prefectuur Okinawa, tot 1972 een door de VS gecontroleerd gebied. De Sakishima-eilanden keerden op 17 juni 1972 terug naar Japans bewind.  Alleen de Senkaku-eilanden bleven onderdeel van een dispuut met de Volksrepubliek China en Taiwan, reden waarom de Japanse Zelfverdedigingstroepen en de Japanse Kustwacht een permanente hoge aanwezigheid aanhouden op en rond de Sakishima-eilanden.